# Rogue Wave (voilier)
Pour les articles homonymes, voir Rogue Wave.
Rogue Wave est un voilier trimaran destiné à la course au large. En 1978, le navigateur américain Philip S. Weld se classe troisième de la Route du Rhum à son bord.

## Aspects techniques
Dessiné par Dick Newick, il est mis à l'eau en 1978. Il mesure 18 m de long pour 9,3 m.

## Histoire en course
En 1978, avec Philip S. Weld à son bord, Rogue Wave termine la Route du Rhum en troisième position,,.